# Astrocaryum javarense
Espèce
Astrocaryum javarense est une espèce de palmiers à feuilles pennées.